# ケレース
ケレース（古典ラテン語：Ceres）は、ローマ神話に登場する豊穣神、地母神、地下神。長母音を省略してケレスとも表記される。英語表記ではシリーズ、シアリーズとも呼称される。

## 概要
古くからギリシア神話のデーメーテールと同一視されたため、ローマ神話での本来の性格はよく分かっていない。ローマ神話におけるエピソードも、ほとんどは本来デーメーテールのものである。なお、ギリシア神話のケーレスとは無関係である。
また、大地の女神であることから冥界の神ともされ、死人を出した家では、ケレースに供物を捧げることによって死の穢れを祓っていた。
その祝祭ケレーアーリア (Cerealia) は、古くは4月19日に執り行われたが、紀元前3世紀末以降は、4月12日からの8日間にわたって行われた。これは4月15日の大地母神の祝祭とも深く関係している。
ケレースは農業、特に穀物の収穫を司るため、英語で穀物を意味するシリアル (cereal) の語源となった。また、ビールを意味するスペイン語 (es:cerveza) やポルトガル語 (pt:cerveja) の語源である。
初めて発見された準惑星ケレスの名は、この女神に由来している。
ケレースはその権能から、古来しばしば各国の貨幣にその姿が登場し、近代ではフランスの20フラン金貨に多く見られる。

## ギャラリー

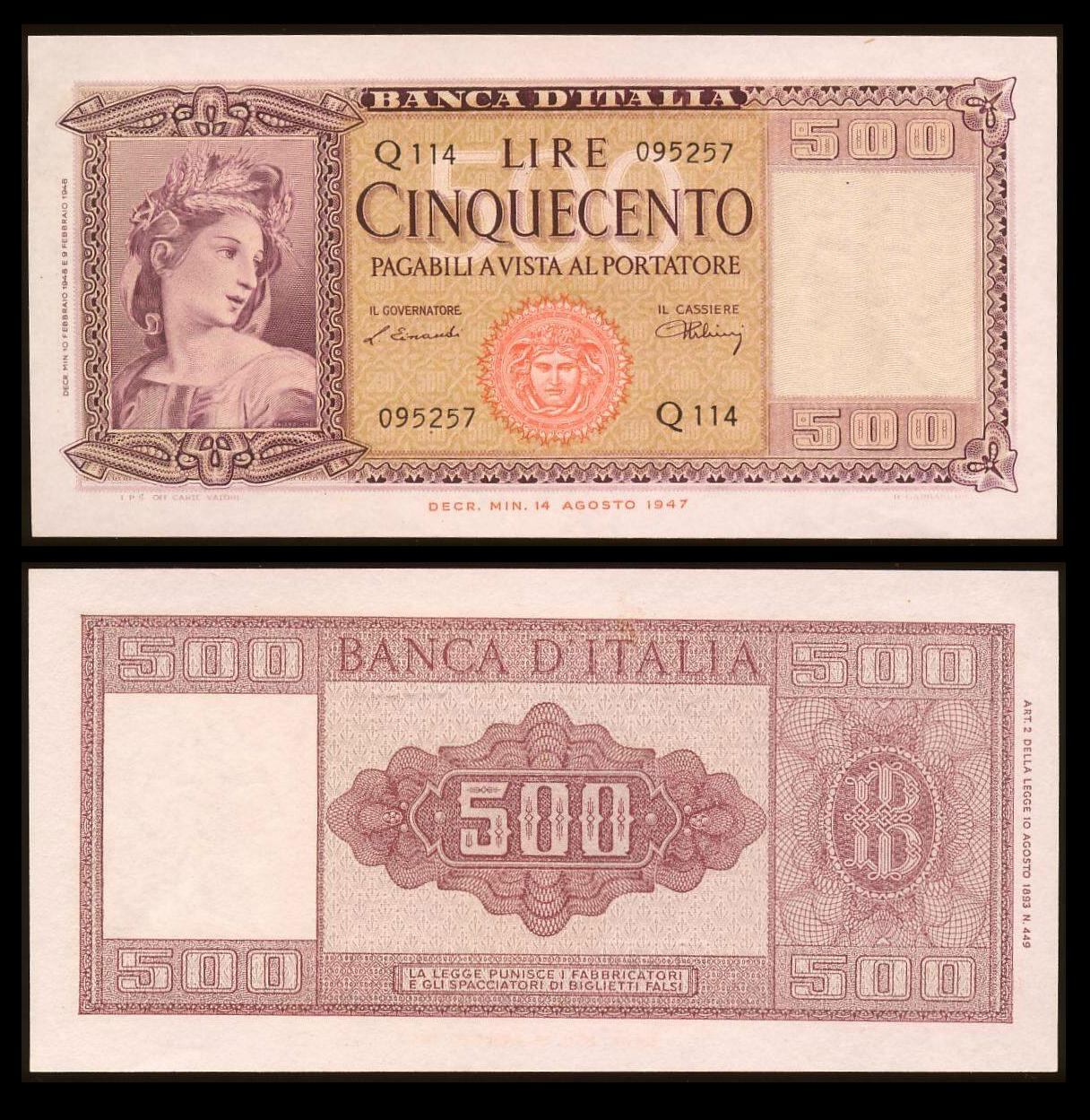
ケレースの肖像がデザインされている500リラ紙幣。
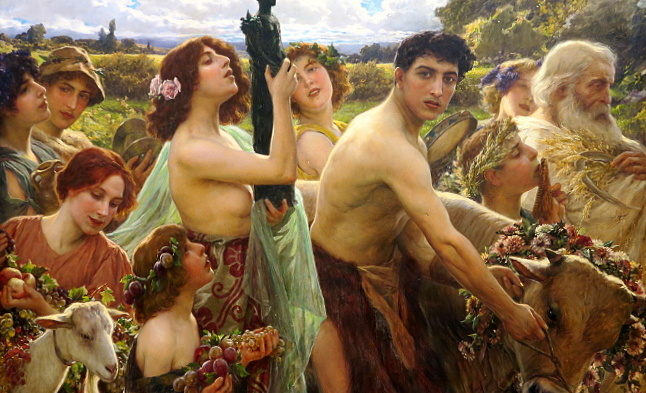
『Ave natura』1910年。ケレースの行列を表す。チェザーレ・サッカッジ作。